# Shirakisotima
Shirakisotima is een geslacht van rechtvleugeligen uit de familie sabelsprinkhanen (Tettigoniidae). De wetenschappelijke naam van dit geslacht is voor het eerst geldig gepubliceerd in 1963 door Furukawa.

## Soorten
Het geslacht Shirakisotima  is monotypisch en omvat slechts de volgende soort:
- Shirakisotima japonica (Matsumura & Shiraki, 1908)